# Selderijvlieg
De selderijvlieg of grote schermbloemboorvlieg (Euleia heraclei) is een vlieg uit de familie van de boorvliegen (Tephritidae). De wetenschappelijke naam van de soort werd als Musca heraclei in 1758 gepubliceerd door Carl Linnaeus.